# Cristin Alexander
Cristin  Joy Alexander, née vers 1987, élue Miss Îles Caïmans 2010, représente son île à l'élection de Miss Univers 2011.

## Miss Îles Caïmans 2010
Alexander était l'une des cinq finalistes de Miss Cayman Islands 2010, qui s'est tenue à Georgetown le 25 septembre 2010. Elle a été couronnée Miss Îles Caïmans, et a obtenu le droit de représenter le territoire d'outre-mer du Royaume-Uni au concours de Miss Univers 2011.
Avant de participer au concours de Miss Univers 2011, elle a participé au concours Miss Monde 2010. Elle est devenue l'une des quarante demi-finalistes de Mis Beach Beauty, le 19 octobre 2010 et l'une des vingt finalistes de Miss World Sports, le 22 octobre 2010.

## Miss Univers 2011
Représentante officielle des Îles Caïmans à Miss Univers 2011, retransmis en direct le 12 septembre 2011, Alexander disputera le titre pour devenir le successeur de Miss Univers 2010, Ximena Navarrete du Mexique.